# Máximo Alcócer
Máximo Luis Alcócer Velásquez (Cochabamba, 15 de abril de 1933-Carolina del Norte, 13 de mayo de 2014), más conocido como Máximo Alcócer, fue un futbolista boliviano que jugó profesionalmente entre los años 1954 y 1963. Jugaba en la posición de delantero. Fue campeón de la Copa América en el Campeonato Sudamericano 1963 con la Selección de fútbol de Bolivia.
Fue el primer futbolista boliviano en marcar un gol en la Copa Libertadores de América.

## Biografía
Nació en Cochabamba el 15 de abril de 1933. Se casó con Ana María Heredia con la que tuvo 4 hijos Máximo, Omar Antonio, Tatiana Milena y Brenda Ana María.
Falleció el 13 de mayo de 2014 en su residencia de Carolina del Norte, donde permanecía desde hace más de veinte años, a los 81 años de edad.

## Trayectoria
En 1954 debutó cuando contaba con 21 años con el Club Unión Maestranza. Aunque no fue hasta 1956 cuando fichó como con Jorge Wilstermann cuando vinieron sus éxitos. Durante su estancia en el club, que fueron un total de cuatro temporadas, Alcócer llegó a ganar la Primera División de Bolivia en la temporada de 1957, 1958, 1959 y en la de 1960. Tras dejar el club en 1960 fichó por el Club Always Ready, donde jugó un año. Tras otro breve paso por el CD Municipal de La Paz, Alcócer se fue traspasado al Club Aurora, ganando de nuevo la Primera División de Bolivia, esta vez en la temporada de 1963. Dicho año se retiró como futbolista.

## Selección nacional
Hizo su debut como futbolista internacional con la selección de fútbol de Bolivia en la clasificación para la Copa Mundial de Fútbol de 1958. Formaron grupo junto a Argentina y Chile. A pesar de la eliminación de la selección, Alcócer anotó tres goles en cuatro partidos, incluyendo un doblete contra Chile.
Posteriormente fue convocado por su selección para disputar la Copa América de 1959 en Argentina. A pesar del rendimiento desastroso tras no ganar ningún partido, Alcócer hizo un doblete en la derrota por 5-2 contra Chile. En 1961, la clasificación para la Copa Mundial de Fútbol de 1962 finalizó pronto tras la derrota contra Uruguay donde Alcócer marcó un gol.
Ya en la Copa América de 1963, Bolivia hizo historia, ya que Alcócer marcó cinco goles en seis partidos, dándole a la selección el primer título de su historia. Marcó además el gol de la victoria en el último partido contra Brasil, partido en el que sufrió una doble fractura de tibia y peroné.

### Participaciones enCopa América
| Copa                                     | Sede                   | Resultado              | Partidos | Goles |
| ---------------------------------------- | ---------------------- | ---------------------- | -------- | ----- |
| Campeonato Sudamericano 1959 (Argentina) | Argentina              | 7.°                    | 4        | 2     |
| Campeonato Sudamericano 1963             | Bolivia                | Campeón                | 6        | 5     |
| Total en Copas América                   | Total en Copas América | Total en Copas América | 10       | 7     |

## Clubes
| Club                | País    | Año         |
| ------------------- | ------- | ----------- |
| Unión Maestranza    | Bolivia | 1954 - 1956 |
| Jorge Wilstermann   | Bolivia | 1956 - 1960 |
| Always Ready        | Bolivia | 1960 - 1961 |
| Deportivo Municipal | Bolivia | 1961 - 1962 |
| Aurora              | Bolivia | 1962 - 1963 |

## Palmarés

### Títulos nacionales
| Título           | Club              | País    | Año  |
| ---------------- | ----------------- | ------- | ---- |
| Primera División | Jorge Wilstermann | Bolivia | 1957 |
| Primera División | Jorge Wilstermann | Bolivia | 1958 |
| Primera División | Jorge Wilstermann | Bolivia | 1959 |
| Primera División | Jorge Wilstermann | Bolivia | 1960 |
| Primera División | Aurora            | Bolivia | 1963 |

### Títulos internacionales
| Título                  | Club                | Sede    | Año  |
| ----------------------- | ------------------- | ------- | ---- |
| Campeonato Sudamericano | Selección Boliviana | Bolivia | 1963 |

### Distinciones
| Distinción                    | Año  |
| ----------------------------- | ---- |
| Orden del Cóndor de los Andes | 2013 |